# بول لوي برنار دراش
بول - لوي - برنار دراش Paul-Louis-Bernard Drach (1791-1856) فقيه فرنسي يھودي وزوج ابنة حاخام فرنسا الأكبر. نشر عدة كتب دينية يھودية ولكنه تنصر عام 1823 في احتفال مھيب،
الأمر الذي سبَّب الكثير من الحزن ليھود فرنسا عمل أستاذ اً للعبرية واشترك في ترجمة العھد القديم
وكتب عدة قصائد عبرية في مدح البابا والكرادلة. كتب عدة كتب يحاول فيھا تفسير الأسباب التي أدَّت إلى اعتناقه المسيحية .وقد نشأ أطفاله مسيحيين بل أصبحوا من رجال الدين المسيحي.